# Ephydrella novaezealandiae
Ephydrella novaezealandiae är en tvåvingeart som först beskrevs av Tonnoir och Malloch 1926.  Ephydrella novaezealandiae ingår i släktet Ephydrella och familjen vattenflugor. Inga underarter finns listade i Catalogue of Life.